# Mandritsara (distrikt)
Mandritsara är ett distrikt i Madagaskar.   Det ligger i regionen Sofiaregionen, i den nordöstra delen av landet, 300 km norr om huvudstaden Antananarivo.